# Landysh
Landysh (em russo:  Ландыш 'Lírio do Vale'; conhecido como Suzuran no Japão) é uma instalação flutuante para o processamento de água contaminada produzida ao descomissionar submarinos nucleares. Foi construído na Rússia com fundos do Japão como parte de um acordo sobre descarte de armas nucleares, mas não saiu do cais. O Japão solicitou que a Rússia enviasse Landysh para ajudar no rescaldo do desastre nuclear de Fukushima Daiichi.

## História
Em 1972, foi realizada a Convenção sobre a Prevenção da Poluição Marinha por Despejo de Resíduos e Outros Materiais e, em 1975, a União Soviética ratificou o acordo para limitar o despejo de resíduos radioativos de alto nível nos oceanos. Em 1983, muitos membros da Convenção assinaram uma moratória voluntária sobre todos os despejos de resíduos radioativos no mar, mas a URSS não assinou e continuou a descartar água de resfriamento de reator radioativo de baixo nível de seus submarinos nucleares. Vazamentos e liberações intencionais de materiais radioativos de instalações russas no Extremo Oriente levaram o Japão a oferecer ajuda financeira à Rússia para construir instalações para tratar água radioativa de baixo nível em 1994. Em 1996, um projeto para uma instalação de processamento flutuante foi aceito e contratos emitidos para a Tomen Corporation (Japão), Babcock &amp; Wilcox (EUA) e a Amur Shipbuilding Plant (Rússia). Landysh foi construído no estaleiro Amur em Komsomolsk-on-Amur, concluído em 1998 e comissionado em 2000. Landysh permaneceu no estaleiro Zvezda em Bolshoy Kamen até 2011. Em 9 de maio de 2011, as discussões entre a Rosatom, a agência nuclear russa e o Japão sobre o envio de Landysh para o Japão ainda estavam em andamento. A relutância japonesa em aceitar a ajuda russa pode estar ligada à disputa das Ilhas Curilas entre a Rússia e o Japão.

## Descrição
Landysh é uma barcaça e deve ser rebocada de um local para outro de 65 m (213 ft) de comprimento, e 23.4 m (77 ft) de largura, e possui casco duplo; sua estação de tratamento de resíduos tem grossas paredes de concreto para evitar derramamentos. Desloca 3.900 toneladas e transporta uma tripulação de 46.

## Capacidades
Há relatos conflitantes sobre qual nível de radioatividade pode estar na água processada por Landysh; algumas fontes afirmam que só pode processar águas de baixo nível enquanto outras fontes afirmam que pode lidar com águas de médio e baixo nível; todas as fontes concordam que pode processar até 7.000 m 3 por ano. Há questionamentos sobre a eficácia do processo de descontaminação, principalmente no que diz respeito à remoção do césio-137. Landysh usa uma combinação de filtragem, troca iônica e osmose reversa para remover o material radioativo da água. Após coletar e concentrar os materiais radioativos, eles são misturados com cimento e colocados em barris de 200 litros para posterior gerenciamento de resíduos radioativos.